# Благовещенское (озеро)
Благовещенское — озеро в России, располагается на территории Кирилловского района Вологодской области.
Площадь водной поверхности озера равняется 1,1 км². Уровень уреза воды находится на высоте 114 м над уровнем моря. Площадь водосборного бассейн озера составляет 379 км².
Код объекта в государственном водном реестре — 03020100111103000003433.